# Ulf Ågren
Ulf Ågren, född 5 augusti 1957, är en svensk före detta professionell ishockeyspelare.
Han har spelat i Elitserien för fyra olika klubbar; Timrå IK, Skellefteå AIK, Modo AIK och Luleå HF.